# میثاق با مرگ
میثاق با مرگ (به انگلیسی: A Covenant with Death) فیلمی محصول سال ۱۹۶۷ و به کارگردانی لمانت جانسون است. در این فیلم بازیگرانی همچون جورج ماهاریس، لورا دوون، کتی هورادو، ارل هالیمن، سیدنی بلکمر، جین هکمن، جان اندرسون، وندی واگنر، امیلیو فرناندز، کنت اسمیت، لانی چپمن، آرتور اوکانل، لری دی. مان، ویت بیسل و پل بیرچ ایفای نقش کرده‌اند.